# بیلروت ۱
بیلروت ۱(به انگلیسی: billroth 1) یا (gastroduodenostomy) یا (گاسترودئودنوستومی)، یکی از روشهای جراحی گاسترکتومی ساب توتال است که در آن قسمت انتهایی معده و پیلور برداشته می‌شود و قسمت باقی ماندهٔ معده به دئودنوم آناستوموز (متصل) می‌گردد. این آناستوموز می‌تواند به شکل انتها به انتها(end to end) یا انتها به پهلو (end to side) صورت پذیرد.
نکته :گاهی بعد از انجام این عمل، جهت پیشگیری از ایجاد پپتیک اولسر، واگوتومی ترونکال را نیز انجام می‌شود.

## اندیکاسیون‌ها
- سرطان معده
- خونریزی زخم معده
- سوراخ شدن دیواره معده[۲]